# Ofir Libstein
Ofir Libstein (Eilat, 1973 - 7 oktober 2023) was voorzitter van de Regionale raad van Sha'ar HaNegev van 2018 tot 2023. Hij hoopte door economische samenwerking tussen Israël en Gaza vrede te bewerkstelligen. Libstein werd omgebracht in het bloedbad in Kfar Aza tijdens de Hamas-aanval in Israël 2023.

## Vroege leven
Libstein werd geboren in 1973 in Eilat waar zijn vader de militaire dienstplicht volbracht. Op vierjarige leeftijd verhuisde Libstein met zijn ouders naar de kibboets van Kfar Netter en vervolgens die van Kfar Aza. Hij deed zijn legerdienst in de medische afdeling. Libstein bleek reeds tijdens zijn schooltijd ondernemend.

## Carrière
Libstein begon zijn carrière in het rolstoelbedrijfje van zijn vader. Vervolgens richtte hij samen met een familielid een bedrijfje in kantoorbenodigdheden op van waaruit hij een e-commercebedrijf startte. Met zijn broer begon hij een online coachingbedrijf.
In 2007 begon Libstein met zijn echtgenote het Darom Adom Festival. Het festival viert het bloeien van de anemoon in de lente in de streek. 
Libstein was tien jaar vertegenwoordiger van de kibboets in de Regionale raad van Sha'ar HaNegev. Van 2018 tot aan zijn dood leidde hij de raad, en de tien kibboets en een gemeenschappelijke boerderij die er onder vielen. Als voorzitter van de raad was hij bezig een industriegebied met de naam Arazim te ontwikkelen, in de hoop zo 10.000 inwoners van Gaza een job te bezorgen en de rakettenregen te stoppen.

## Dood
Libstein was lid van een plaatselijk veiligheidsteam en werd toen hij de kibboets verdedigde tijdens de Hamasaanval op 7 oktober 2023 gedood. Hij werd postuum erkend als gesneuvelde Master Sergeant bij de Reserves. Hij liet zijn echtgenote en drie kinderen achter. Zijn zoon Nitzan verloor ook het leven tijdens de Hamasaanval.

## Nagedachtenis
Een nieuwe nederzetting in de Negev zal naar Libstein vernoemd worden: Ofir.
Op 18 december 2023 stichtte Haboniem-Dror, waarvan Libstein voorzitter was bij zijn dood, de Or Ofir Foundation ter bevordering van gemeenschapsopbouw en leiderschap.
Gerard Bodifée vernoemde Libstein in zijn pacifistische boek Oorlog hoelang nog? als een voorbeeld van mensen die tegen de omstandigheden in blijven geloven in vrede.